# Teòcrit
|  | Per a altres significats, vegeu «Teòcrit (desambiguació)». |

Teòcrit (llatí: Theocritus, en grec antic: Θεόκριτος) va ser un poeta grec nadiu de Siracusa que florí vers 284 aC-280 aC. Se li atribueix ser el creador del gènere literari anomenat poesia bucòlica o poesia pastoral.

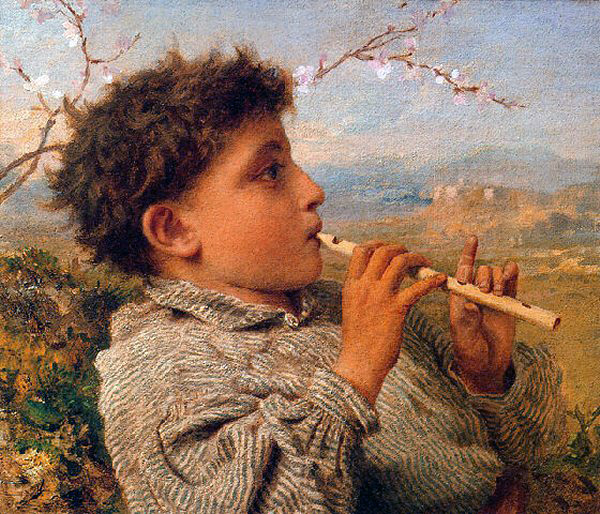
Teòcrit, famós per la poesia bucòlica, un gènere en el qual els pastors s'entretenen improvisant versos mentre el ramat pastura tranquil·lament

## Dades biogràfiques
Les poques dades que existeixen sobre la seva vida procedeixen dels seus escrits. Segons un dels seus epigrames, era fill de Praxàgores i Filinna. A l'enciclopèdia Suides, es diu que era fill de Símic o Simíquides i nadiu de Cos, però el més probable és que Simíquides fos un sobrenom utilitzat pel mateix poeta i Kos una confusió per referències al poema bucòlic 7.
S'ha donat per fet que era de Siracusa perquè es referia a Polifem, el ciclop de l'Odissea com un "compatriota". També es dona per cert que, com a mínim una vegada a la seva vida, va visitar Egipte, probablement Alexandria vers el 284 aC i fou allí on es va començar a distingir com a poeta. És possible que també visqués a Kos. En tot cas, va retornar a Siracusa i va viure allí durant el regnat del tirà Hieró II i, probablement, hi era el 263 aC, quan aquest tirà s'havia aliat amb Roma.

## Obra
La col·lecció de Teòcrit està formada per:
- trenta poemes, anomenats en general Εἰδύλλια (Idil·lis), que potser no tots són bucòlics;
- un poema de nom Berenice;
- 22 epigrames inclosos a l'Antologia grega;
- himnes èpics.

Se li atribueixen altres obres però són molt dubtoses. L'enciclopèdia Suides parla dels seus poemes bucòlics i n'esmenta els següents:
- Προιτίδας (Les filles de Proetus)
- Ἐλπίδας (Esperances)
- ὕμνους (Himnes)
- Ἡρωίνας (Heroïnes)
- ἐπικήδεια μέλη (Dirges)
- ἐλεγείας (Elegies)
- ἰάμβους (Iàmbics)
- ἐπιγράμματα (Epigrames)

### Poesia bucòlica
Fou el creador de la poesia bucòlica que després va imitar Virgili. Anteriorment, ja n'hi havia hagut algun precedent entre els doris, especialment a Tíndaris i a Siracusa. Aquest tipus de poesia va florir a Sicília i als districtes del sud de la península Itàlica. Tractaven d'històries mitològiques i d'escenes de la vida situades en un ambient camperol. La paraula "bucòlic" ve del grec βουκόλος (boukolos, 'pastor de vaques') i és l'adjectiu que s'aplica perquè l'ambient en què se situen els personatges d'aquestes poesies és el camp, com si fossin pastors. Anteriorment a Teòcrit, aquest tipus de poesia sembla que era popular durant la festivitat en honor d'Àrtemis, però només se'n conserven dos versos que diuen així: "Va haver-hi un temps, en què bucòliques muses, estàveu acampades per tot, però ara un sol ramat és vostre, una sola cleda". Fou el primer que va portar aquesta branca de la poesia a una forma regular, en certa manera basada en Epicarm i Sofró. Els idil·lis bucòlics que planteja són essencialment de caràcter dramàtic i mimètic, i reprodueixen la realitat del poble normal de Sicília, i són diferents dels poemes pastorals posteriors.
Les bucòliques més famoses són: la 1a, la 6a i l'11a.
Idil·li 1
Tirsis canta sobre el mític pastor Dafnis, el qual defalleix d'amor per haver desafiat el poder d'Afrodita. L'interroguen Hermes, Príap i diversos pastors per saber què li passa. Finalment, Afrodita, la dea de l'amor, es burla d'ell recordant-li que havia dir ser immune a la bogeria de l'enamorament. El fracàs d'aquests personatges a consolar Dafnis tematitza creences clàssiques sobre la qüestió de l'hibris, la insensatesa dels mortals que gosaven desafiar els déus.
Idil·li 7
És el dia de la festa de la collita a l'illa de Kos. L'autor escriu en primera persona i els seus amics s'adrecen a ell amb el nom de Simíquides. En el poema apareixen altres poetes amb noms falsos. Comentaristes de l'antiguitat van identificar el personatge anomenat Sicelidas de Samos amb Asclepíades de Samos i el personatge Lycidas amb el poeta Astacides. El protagonista diu que ha adquirit tanta fama que les seves poesies són escoltades pel mateix Zeus. Lloa el saber fer del poeta Filetes de Cos i critica les muses per mormolar contra Quian i fer-li perdre la concentració. Una altra persona de la vida real esmentada és Nicias, un metge de la ciutat de Milet.
Idil·li 6 i 11

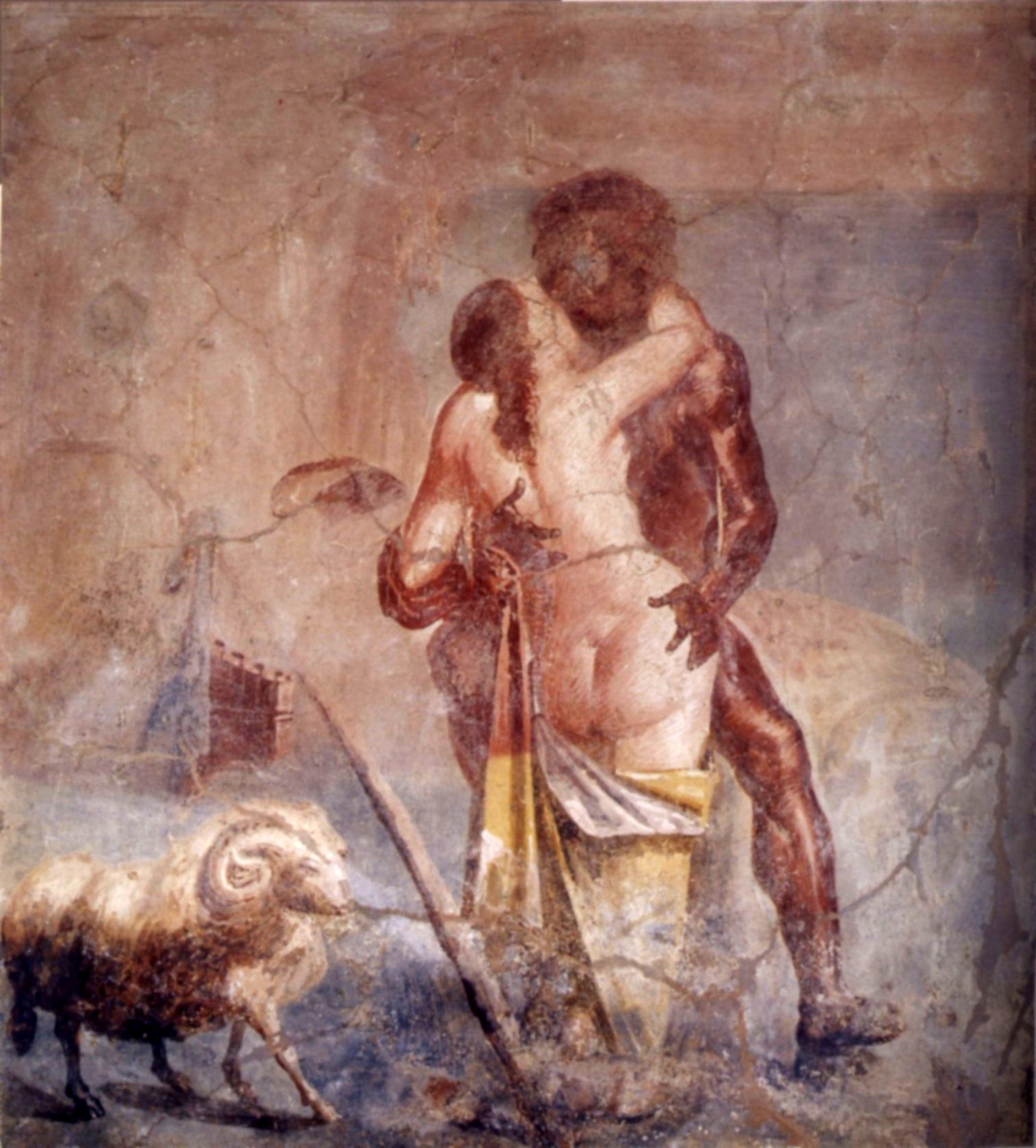
Pintura al fresc d'una casa de Pompeia, representant Polifem i Galatea. L'esment a Polifem ha aportat informació sobre l'origen de l'autor

En aquests dos poemes, es descriu Polifem enamorat i cercant consol en el cant. L'autor extreu aquest personatge de l'Odissea, però aquí ja està curat de la seva passió i es nega a deixar-se afectar per l'antic menyspreu de la nimfa Galatea.
Idil·li 4 i 5
Són parelles de pastors que canten seguint l'estructura de la competició amoeba: un segon cantant fa una rèplica als versos cantats pel primer i continuen alternant-se fins que un d'ells n'esmenta un tercer perquè faci de jutge sobre qui dels dos té raó o qui és el més enginyós amb les paraules. Aquests poemes estan situats a la rodalia de Crotona, cosa que fa pensar que l'autor coneixia la Magna Grècia.
Idil·li 8 i 9
Alguns crítics sospiten que potser només dos fragments d'aquestes poesies són vertaderament de Teòcrit. El tema és el plaer d'estar a l'estiu acompanyat de les muses en un ambient bucòlic.
Idil·li 2, 14 i 15 (mimos)
Aquests tres poemes en llenguatge dòric són imitacions dels mimos (μῖμος) o monòlegs de Sofró. En el primer, Simaetha parla amb la lluna explicant l'abandonament del seu estimat Delfis. En el segon, Esquines narra la seva baralla amb la seva estimada i es planteja allistar-se a l'exèrcit de Ptolemeu II Filadelf. En la tercera, Gorgo i Praxínoe van de camí a la festa en honor d'Adonis.
Idil·li 12
Poema adreçat a una bella jove.
Idil·li 18
Poema sobre el matrimoni d'Helena.
Idil·li 18
Sobre l'assassinat de Penteu. Aquest poema va ser durament criticat (Wilamowitz-Moellendorff) per la baixesa del vocabulari, però és probable que l'autor triés expressament paraules grolleres per ajudar a marcar el dramatisme de la situació.

### Poesia èpica
Va escriure tres himnes d'estil èpic lloant: Hieró II, Ptolemeu II Filadelf i la seva germana Arsinoë, els Dioscurs i un altre sobre Heracles. Probablement, el poema sobre Ptolemeu va ser adreçat a la seva esposa i germana, per consolar-la quan va enviudar l'any 270.

## Traduccions catalanes
Tota l’obra conservada de Teòcrit està traduïda en català en el volum Poesia bucòlica grega. Martorell: Adesiara, 2021.
- Idil·lis, volum I, (157 pàgines). Traducció grec/català de Josep Alsina. Col·lecció Fundació Bernat Metge, any 1961.
- Idil·lis, volum II, (145 pàgines). Traducció grec/català de Josep Alsina. Col·lecció Fundació Bernat Metge, any 1963.